# Apocephalus sincerus
Apocephalus sincerus är en tvåvingeart som beskrevs av Brown 2002. Apocephalus sincerus ingår i släktet Apocephalus och familjen puckelflugor. Inga underarter finns listade i Catalogue of Life.